# مارکوس شوابل
مارکوس شوابل (انگلیسی: Markus Schwabl؛ زادهٔ ۲۶ اوت ۱۹۹۰) بازیکن فوتبال اهل آلمان است.
از باشگاه‌هایی که در آن بازی کرده‌است می‌توان به باشگاه فوتبال وی‌اف‌آر آلن و باشگاه فوتبال مونیخ ۱۸۶۰ اشاره کرد.